# 雷克灵豪森县
雷克灵豪森县（Kreis Recklinghausen）是德国北莱茵-威斯特法伦州北部的一个县，隶属于明斯特行政区，首府雷克灵豪森。